# Navarretia jepsonii
Navarretia jepsonii är en blågullsväxtart som beskrevs av Virginia Edith Long Bailey. Navarretia jepsonii ingår i släktet navarretior, och familjen blågullsväxter. Inga underarter finns listade i Catalogue of Life.